# Sie ritten mit Jesse James
Sie ritten mit Jesse James (Originaltitel: The Younger Brothers) ist ein US-amerikanischer Western aus dem Jahr 1949 von Edwin L. Marin mit Wayne Morris, Janis Paige und Bruce Bennett in den Hauptrollen. Der Film wurde von Warner Bros. produziert.

## Handlung
Die Younger-Brüder Cole, Jim und Bob sind verurteilte Bankräuber, die auf Bewährung freigelassen werden. Um ihre Bewährungsauflage zu erfüllen, ziehen die drei Brüder nach Cedar Creek in Minnesota. Sollten sie ohne weitere Straftaten die Bewährungszeit absolvieren, können sie in ihre Heimat nach Missouri zurückkehren. Ebenfalls in Cedar Creek angekommen sind Jims Freundin Mary Hathaway, der vierte Bruder Johnny sowie der Detektiv Ryckman, der sich für seinen Jobverlust bei der Detektei Pinkerton an den Youngers rächen will. Dessen Frau Belle hat genug von seiner Obsession und kehrt zurück nach St. Paul.
Ryckman hetzt die Einwohner Cedar Creeks gegen die Youngers auf. Ihnen wird der Zutritt zur Stadt verwehrt, woraufhin sie in den Wäldern kampieren müssen. Dort treibt sich allerdings eine Bande unter der Führung von Kate Shepherd herum. Kates Einladung, sich ihrer Bande anzuschließen, lehnen die Youngers ab. Während Jim abends in die Stadt schleicht, um sich mit Mary zu treffen, geht der bislang unbelastete Johnny in den Saloon. Ryckman kann ihn zu einem Duell mit einem anderen Mann überlisten. Johnny erschießt den Mann. Sheriff Knudson weigert sich, die Youngers pauschal festzusetzen.
Cole, Jim und Bob erfahren, was im Saloon passiert ist und können Knudson überzeugen, nichts mit der Sache zu tun zu haben. Kate beauftragt einen ihrer Männer, Johnny zu ihr zu bringen. Ryckman gibt Mary eine Nachricht für Jim, in der steht, dass sich Johnny Kates Bande angeschlossen habe. Cole macht sich auf die Suche nach seinem Bruder und wird von Kates Männern gefangen genommen. Kate will Cole und Johnny als Sündenbock für einen von ihr geplanten Banküberfall missbrauchen.
Jim und Bob suchen nach ihren Brüdern. Durch eine fingierte Nachricht von Ryckman gelangen sie nach River Rock, wo Kates Überfall stattfinden soll. Kate gibt Cole eine ungeladene Pistole und zwingt ihn, bei dem Banküberfall mitzumachen. Jim und Bob sehen Cole und wundern sich, dass er eine Waffe trägt. Sie folgen der Gruppe zur Bank. Es kommt zu einer Schießerei, bei der Kate getötet wird. Die Youngers sichern die Beute und geben das Geld an die Bank zurück.
Auf dem Weg zurück nach Cedar Creek bemerken die Brüder eine von Ryckman geführte Verfolgergruppe. Die Youngers entkommen, allerdings verletzt sich Cole dabei, sagt den anderen jedoch nichts. Cole, Jim und Bob eilen nach St. Paul zu einer Anhörung der Bewährungsbehörde. Trotz Ryckmans Proteste werden die Youngers begnadigt. Der rachsüchtige Detektiv will sie jedoch hängen lassen, wird aber von Johnny gezwungen, von seinem Vorhaben abzulassen. Die Youngers kehren als freie Männer nach Missouri zurück.

## Produktion

### Hintergrund
Gedreht wurde der Film von Mitte Mai bis Ende Juni 1948 auf den Iverson Movie Ranch in Chatsworth, auf der Warner Movie Ranch in Calabasas sowie in den Warner-Studios in Burbank.

### Stab
Robert Burks war für die Spezialeffekte verantwortlich.

### Besetzung
In kleinen nicht im Abspann erwähnten Nebenrollen traten Creighton Hale, Hank Mann, Paul Panzer und Gene Roth auf. Ebenfalls unerwähnt blieb Joan Blair als Belle Ryckman.

## Synchronisation
Die deutschsprachige Synchronfassung entstand 1991 nach dem Dialogbuch von Claus Jurichs, der auch die Dialogregie führte, bei der Berliner Synchron GmbH Wenzel Lüdecke.
| Rolle           | Schauspieler     | Synchronsprecher    |
| --------------- | ---------------- | ------------------- |
| Kate Shepherd   | Janis Paige      | Marina Krogull      |
| Jim Younger     | Bruce Bennett    | Frank Glaubrecht    |
| Mary Hathaway   | Geraldine Brooks | Eva Kryll           |
| Johnny Younger  | Robert Hutton    | Thomas Petruo       |
| Sheriff Knudson | Alan Hale sr.    | Heinz Theo Branding |
| Daniel Ryckman  | Fred Clark       | Klaus Piontek       |
| Hatch           | Tom Tyler        | Michael Telloke     |

## Veröffentlichung
Die Premiere des Films fand am 27. Mai 1949 in New York statt. In der Bundesrepublik Deutschland wurde er am 9. Januar 1997 im deutschen Fernsehen ausgestrahlt.

## Rezeption
Das Lexikon des internationalen Films schrieb: „Mythenbildung um eine berüchtigte Gangsterbande in einem Standard-Western mit soliden Schauspielerleistungen, der die Geschichte vom Kampf des unterdrückten Individuums gegen eine Übermacht korrupter Geschäftemacher erzählt.“
Josephine O’Neill von der australischen Ausgabe des The Daily Telegraph befand, weder Regisseur noch Darsteller hätten Interesse an dem Schicksal der Youngers.
Der Kritiker des TV Guide sah eine weißgewaschene Version über die Gesetzlosen. Sie sei zwar effektiv inszeniert, trage aber nichts Neues zur Legende bei.